# 奸人鬼
《奸人鬼》（英語：A Friend from Inner Space）是1984年陈家荪执导的香港恐怖、喜剧类型的电影，由狄龙、石坚等人领衔主演，该电影主要讲述一个小男孩在一次意外中遇到了一个看起来凶恶实际上却是一个顽皮的鬼，并且二者经历了一些有趣的故事。

## 劇情簡介
小吉因为父母离婚，所以导致其成为了一个性格孤僻的人，而在一次意外中，遇到了一个长得奸，但是性格却非常平易近人，特别爱开玩笑的鬼。
通过他和鬼的相处中，小吉意得知了这个鬼死于意外，而他的恋人就是自己的姑姑……
并且通过鬼的努力，小吉的父母最后复婚了，但是鬼却和小吉的姑姑一起离去了。
不过最后，小吉还是认为，有朝一日，他们能再次相见……

## 演员
- 狄龙 饰 阿祖(小吉父亲)
- 萧芳芳 饰 美琪(小吉母亲)
- 石坚 饰 简人
- 黄韵诗 饰 阿珍(小吉的姑姑)
- 梁俊杰 饰 翁小吉
- 金燕玲 饰 酒吧女郎
- 陈百祥 饰 校长
- 程可为 饰 阿祖情人
- 曹达华 饰 探长
- 文隽 饰 阿祖朋友
- 梁克逊 饰 方律师

## 相關連結
- 香港影庫上《奸人鬼》的資料（繁體中文）
- 豆瓣电影上《奸人鬼》的資料 （简体中文）
- 互联网电影数据库（IMDb）上《奸人鬼》的资料（英文）